# Lemmer
Lemmer (frizijski: Lemmer u značenju "oštrica" ili "ivica") je naselje u nizozemskoj općini Lemsterland, nizozemska provincija Frizija. Naselje je najpoznatije kao odmaralište za vodene sportove koje privlači stanovnike obližnjih mjesta (Emmeloord, Urk, Joure), ali i po Pumpnoj postaji na paru D. F. Woudagemaal koja još uvijek radi, a koja je 1998. godine upisana na UNESCO-ov popis mjesta svjetske baštine u Europi.

## Povijest
Lemmer je postojao kao naselje Frizijaca na vratima mora Zuiderzee i prije 14. stoljeća, ali pod drugim nazivima. Oko 1228., na ovom mjestu je postojalo naselje Lenna ili Lyamer koje su Nizozemci uništili oko 1400. godine. God. 1422. Ivan III. Bavarski je izgradio utvrdu koja je pripala frizijskoj stranci Schieringersa.
Tijekom Osamdesetgodišnjeg rata Španjolci su ga osvojili 1581. godine, ali ga 1672. osvaja biskup Münstera, Bernhard von Galen. God. 1799., tijekom rata Nizozemske i Ujedinjenog Kraljevstva, Britanci su se iskrcali ovdje i grad je uvelike stradao u njihovom bombardiranju.
U 19. stoljeću Lemmer je bio jedan od vodećih ribarskih naselja u Nizozemskoj s flotom od 146 ribarskih brodova. 

## Znamenitosti

### Parna pumpa D. F. Wouda
Inženjer D. F. Wouda je dizajnirao ispumpnu postaju koja radi na parni pogon, a koja je trebala ispumpavati višak vode iz frizijskih kanala natrag u more. Postaju je otvorila nizozemska kraljica Wilhelmina 7. listopada 1920. godine, a 1967. godine, nakon 47 godina što je radila na ugljen, njeni bojleri su prilagođeni uljnom gorivu.
- Parna pumpa D. F. Wouda
- Lemmster luka s vodenim ispustom
- Crkva sv. Wilibrorda (Sint Willibrorduskerk) je rimokatolička crkva iz 1901.
- Lemmerski svjetionik (Vuurtoren) iz 1910.